# Palafrugell
Palafrugell è un comune spagnolo di 22 365 abitanti che si trova in provincia di Girona nella comunità autonoma della Catalogna.
Palafrugell si trova nella parte centrale e più caratteristica della Costa Brava, vicino ai monti Gavarres e al massiccio del Bagur. Ha alcune calette molto rappresentative e ha una vasta tradizione gastronomica e ricchezza culturale raccontata dallo scrittore Josep Pla. 
Una delle principali fonti di ricchezza del comune è l'industria del sughero, focalizzata soprattutto sull'esportazione di tappi di sughero in tutto il mondo.

## Luoghi di interesse
- Chiesa gotica di San Martín, con retablo del XVII secolo e resti delle antiche mura cittadine.